# Галицкий Сейм

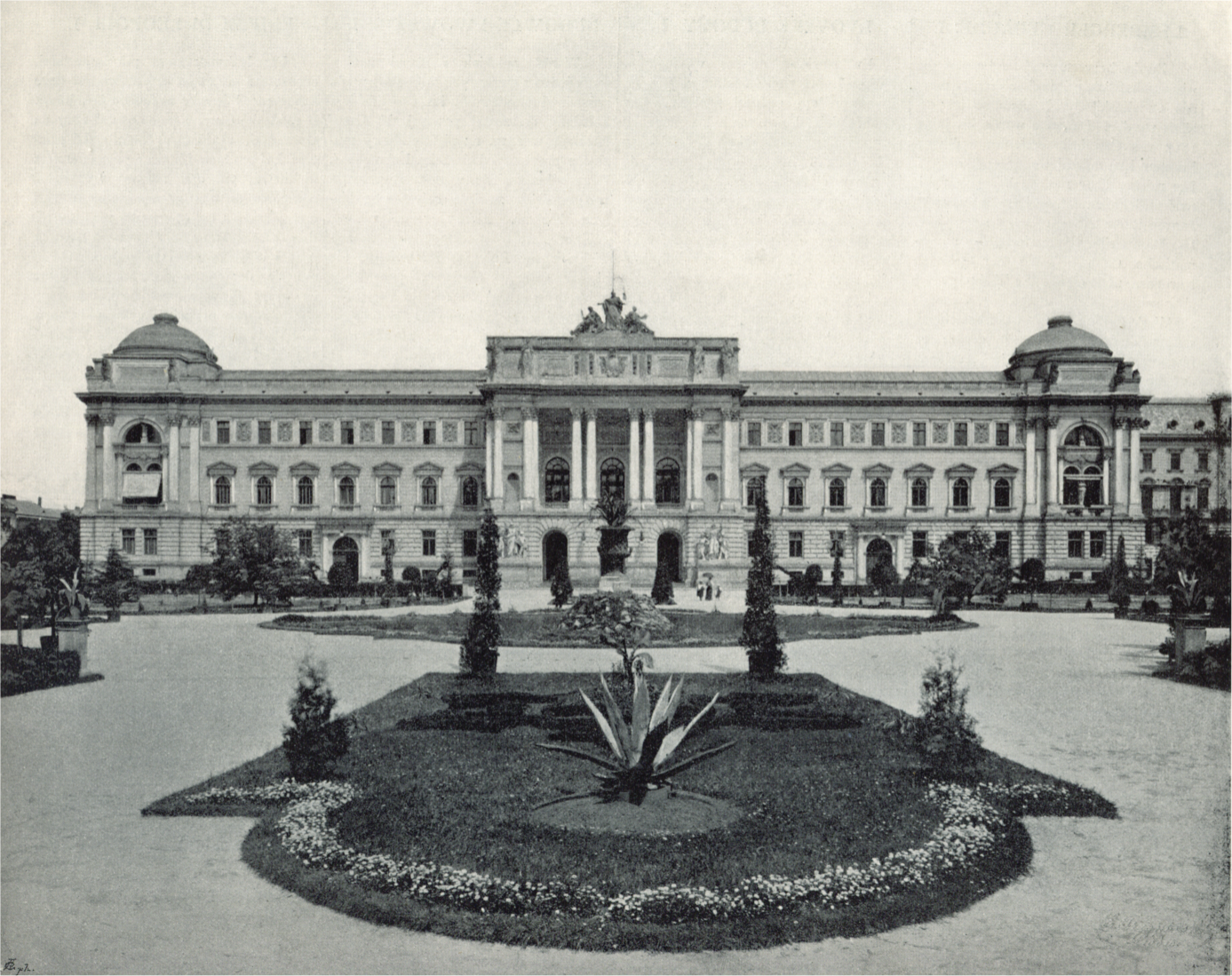
Здание Сейма (сейчас — главный корпус Львовского университета)

Га́лицкий краево́й сейм (сойм) (нем. Galizischer Landtag, укр. Га́лицький сейм (сойм), пол. Sejm Krajowy) — представительно-законодательный орган австрийской провинции Королевство Галиции и Лодомерии с Великим княжеством Краковским, княжеством Освенцима и княжеством Затора. Действовал в 1861—1918 годах (реально работал до 1914, формально ликвидирован в 1920 году).
Здание Галицкого сейма в настоящее время является главным корпусом Львовского национального университета имени Ивана Франко.

## Создание
«Весна народов», которая прокатилась по Австрийской империи в 1848—1849 годах, вызвала создание новых конституций для народов, живших на территории монархии. В конституциях были статьи о созыве провинциальных сеймов на основе избирательного права, однако императорский патент от 31 декабря 1851 приостановил действие конституции.
Поражение Австрии в войне с Пьемонтом и Францией в 1859 году, в результате чего было потеряно большинство владений в северной Италии, пошатнуло авторитет монарха Франца-Иосифа I как внутри империи, так и за её пределами. Чтобы задобрить оппозицию и национальные движения внутри государства император Франц-Йозеф I своим дипломом от 20 октября 1860 объявил о восстановлении конституции, созыве общегосударственного парламента и провинциальных сеймов. В невенгерских частях империи права на собственные сеймы получили 17 земель. Среди украинских территорий, кроме Галиции, собственный сейм получило Герцогство Буковина. 26 февраля 1861 император санкционировал новый проект конституции (известный под названием «февральского патента», который предоставлял сеймам еще более широкие полномочия, чем предыдущий проект). Правовые основания функционирования Галицкого сейма регулировало приложение к февральскому патенту № ІІ, часть «о».

## Выборы
Порядок выборов определяла «Сеймовая избирательная ординация», которая была в приложении к февральскому патенту. Раздел I — «Об избирательных округах и местах выбора» — определял избирательные округа. Раздел II — «О праве выбора и избрания» — определял имущественный ценз. Запрещалось участвовать в выборах вне своей курии. Возрастной ценз — 24 года, кандидатом можно было стать после 30 лет. Лишались права голоса лица, совершившие преступление, находившиеся под следствием, банкроты. Выборы назначало наместничество. Сначала были выборы в 4-й, затем 2-й, 3-й, в конце 1-й курии. Списки избирателей составляло наместничество, каждый избиратель должен был получить приглашение с указанием времени и места проведения выборов. Для выигрыша кандидат должен набрать абсолютное большинство голосов. Избирательная комиссия выбирала из своего состава старшего, который был обязан процитировать наизусть избирателям статьи ординации про права и обязанности избирателей, призвать их к голосованию по совести и убеждениям.
Для избирателей I курии — не менее 100 золотых гульденов налога с табулярних имений. Избиратели с первой курии имели привилегию голосования через доверенное лицо. Избирательная комиссия состояла из 3 уполномоченных на выборы и 2 назначенных администрацией.
В городской (3-й) курии в выборах принимали участие первые 2/3 списка налогоплательщиков; как в I курии, выборы были непосредственными. Избирательная комиссия состояла из бургомистра или его заместителя, 2 членов городского совета, 4 предназначенных правительственным комиссаром человек. 2 предназначенных администрацией.
В сельской (4-й) курии выборы были 2-степенные, право голоса первые 2/3 списка налогоплательщиков. Сельские общины сначала выбирали избирателей из расчета 1 избиратель на 500 уполномоченных до голосования; если их было больше, разрешалось выбрать еще 1-го избирателя при условии, уполномоченных к голосованию более 250; меньше общины выбирали 1 лицо. Избирательная комиссия состояла из 4 уполномоченных к выборам лиц, 3 назначенных правительственным комиссаром.